# Roediger Architekten
Gebrüder Roediger ist eine Bezeichnung für die Innen- und Außenarchitekten Ulrich Roediger und den Regierungsbaumeister a. D. Georg Roediger. Die Gebrüder arbeiteten Anfang des 20. Jahrhunderts und teilweise gemeinsam mit der Bildhauerin Elisabeth Roediger-Wächtler in eigenen Architekturbüros sowohl in Halle an der Saale als auch in Hannover.

## Geschichte
Nach der Denkmaltopographie Bundesrepublik Deutschland errichtete Ulrich Roediger im Jahr 1907 in Hannover für seinen Freund und Kunstmaler Hermann Meffert das Doppelhaus Elisabethstraße 9/9a, das als eines der herausragendsten im Jugendstil errichteten Villen der heutigen niedersächsischen Landeshauptstadt gilt. Zugleich gilt Ulrich Roediger auch als Designer der dort noch vorhandenen Inneneinrichtung wie Treppen und Türen, aber auch Wandschränke und Möbel. Nach anderer Quelle war das Gebäude jedoch nicht nur ein Gemeinschaftswerk von Hermann Meffert und Ulrich Roediger, sondern ein Werk der „Gebrüder Roediger“.
Ulrich Roediger war spätestens 1908 eines der ersten Mitglieder im Deutschen Werkbund. Er zählte zum Freundeskreis des Kunstmalers Hermann Knottnerus-Meyer, gemeinsam mit Hermann Löns, dem Maler Erich Fricke, Reinhold de Witt (1862–1932), Walter Schliephacke (1877–1955), dem Architekten Georg Thoféhrn und anderen.
1912 beteiligten sich Georg Roediger mit Sitz in Halle und Hannover, Ulrich Roediger mit Sitz in Halle, sowie Elisabeth Roediger-Wächtler, ebenfalls mit Sitz in Halle an der Saale, an einem durch die Bethke-Lehmann-Stiftung für die Künstler des Regierungsbezirkes Merseburg ausgeschriebenen Architektenwettbewerb für ein Denkmal, den das Künstlertrio für sich entscheiden konnte und dessen Ausführung im Verlauf des Jahres 1914 erfolgte.
Lediglich mit Wirkungsdaten von 1914 bis 1929 listet die Deutsche Nationalbibliothek (DNB) unter der Gemeinsamen Normdatei den Regierungsbaumeister und Architekten Georg Roediger, von dem die Sächsische Landesbibliothek – Staats- und Universitätsbibliothek Dresden (SLUB) ein Buch mit Eigentumsstempel aus der Provenienz Roedigers besitzt.
Im Jahr 1926 firmierte das Georg Roediger & Ulrich Roediger, Büro für Architektur und Kunstgewerbe, Halle, Franckestraße 2 und fertigte für die Firma Hermann Bertram, Hallesche Dampf-Backofen-Fabrik, Hallesche Misch- und Knetmaschinenfabrik den teilkolorierten Entwurf eines Erweiterungsbaus des Bürogebäudes unter anderem mit Grundrissen, einer Vorder- und Seitenansicht und einer Baubeschreibung, der später in den Besitz des Landesarchivs Sachsen-Anhalt, Standort Merseburg gelangte.
Zur Zeit des Nationalsozialismus fertigte „[...] Ulrich Rödiger im Auftrag der Walter Bau AG“ Dokumente vom Olympiastadion Berlin. Etwa zur selben Zeit erhielt Georg Roediger den Auftrag zum Bau des Abfertigungsgebäudes des Flughafens Leipzig/Halle im Stil des Neuen Bauens anstelle der zuvor geübten „Bauhaus-Tradition“, nachdem die Nationalsozialisten den Schweizer Architekten Hans Wittwer aus dem Amt entfernt hatte und damit auch dessen transparenter Bauauffassung ein Ende bereiteten.

## Werke (Auswahl)
- 1907; Ulrich Roediger[2] oder Gebrüder Roediger: Jugendstil-Doppelhaus Elisabethstraße 9/9a in Hannover-Kirchrode[1]
- 1914; Georg und Ulrich Roediger mit Elisabeth Roediger-Waechtler (Plastik): Brunnendenkmal zu Ehren von Emilie und Ludwig Bethke im Garten der Bethcke-Lehmann-Stiftung, Halle an der Saale[10]
- nach 1918; Georg Roediger: Kriegerdenkmal für die Gefallenen des Ersten Weltkrieges, Nordhausen[11]
- 1926–1927; Georg Roediger: Christuskirche in Halle in zurückhaltendem Backsteinexpressionismus[12]
- 1936–1937; Georg Roediger: Abfertigungsgebäudes des Flughafens Leipzig/Halle im Stil des Neuen Bauens[9]